# Městská knihovna Poděbrady
Městská knihovna Poděbrady, příspěvková organizace se sídlem v Poděbradech, je knihovnou zřízenou za účelem poskytování veřejných knihovnických a informačních služeb. Knihovnu zřizuje město Poděbrady. Součástí knihovny jsou dvě pobočky v místních částech Žižkovo předměstí a Přední Lhota. Knihovna má pět oddělení: půjčovnu pro dospělé, půjčovnu pro děti a mládež, čítárnu s hudebním oddělením a studovnou, a T-club pro mládež. Registruje 3350 čtenářů.

## Historie

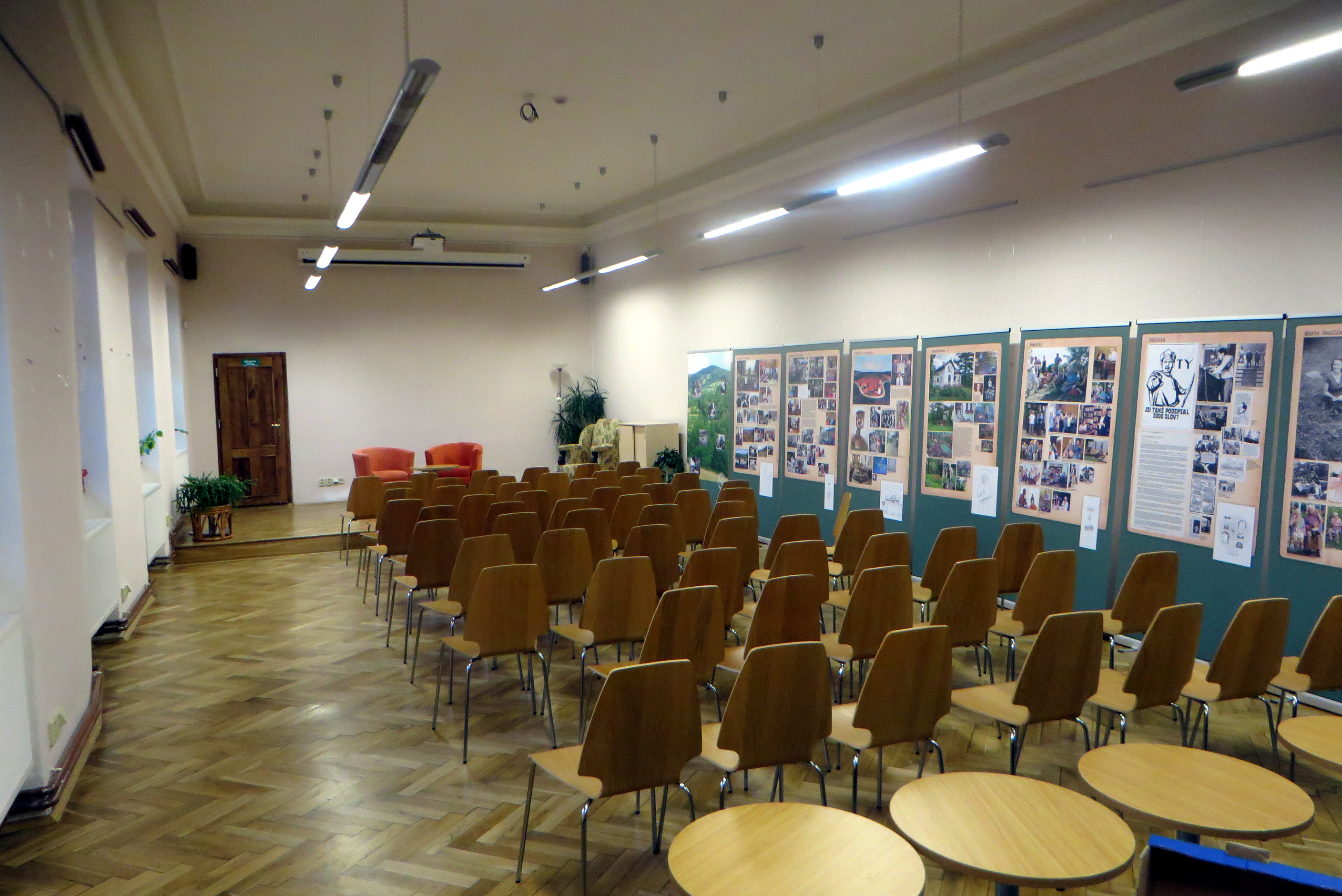
Přednáškový sál

První poděbradské knihovny vznikly v polovině 19. století a byly neveřejné. Roku 1851 byla při Měšťanské besedě založena knihovna s 250 svazky, roku 1869 vznikla při Řemeslnické besedě knihovna s 400 svazky a Ochotnický spolek vytvořil svou knihovnu se 300 svazky. Knihovny byly úzce zaměřené, s nedostatkem čtenářů, a proto brzy zanikly. Objevila se však myšlenka zřízení veřejné knihovny, kterou roku 1872 začal propagovat spolek Studující Poděbradska. Dne 4. září 1872 studenti založili nový spolek Knihovna občanská. Mezi zakládající členy patřili Bohumil Bouček (předseda), Jan Hellich, nebo Vojtěch Obereigner. Sídlem se stala nepříliš vyhovující místnost na Staré radnici. Spolku se podařilo shromáždit 2000 knih (včetně knihoven Měšťanské besedy a ochotníků) a do tří let fond zvětšit na 4000 knih. Knihovna slavnostně zahájila provoz dne 1. listopadu 1872. Později se z domu tesařského mistra Blažka u pivovaru přesunula do domu nakladatele Hoblíka na dnešním Jiřího náměstí. Provozovat knihovnu s několika dobrovolníky bylo obtížné, zájem čtenářů kolísal, až knihovna po 20 letech provozu zanikla a knihy byly uskladněny.
Obnovu knihovny roku 1905 opět iniciovali poděbradští studenti, kteří z fondů zaniklé knihovny vybrali 600 knih. Získaly podporu městské rady a řady spolků, přesto znovuotevřená knihovna spíše živořila a do roku 1920 se celkem sedmkrát stěhovala. Za první světové války v letech 1914–1918 byla zavřena a knihy byly půjčovány pouze jednou za dva týdny. Situace se změnila roku 1919, kdy vstoupil v platnost zákon o obecních knihovnách, na základě kterého mělo město povinnost provozovat veřejnou knihovnu úměrnou jeho velikosti. Dosavadní knihovna se roku 1920 přeměnila ve veřejnou lidovou knihovnou s placeným knihovníkem a jednou pomocnou silou, v knihovním fondu ale zůstalo jen 723 knih. V letech 1920–1930 fungovala v přízemí poděbradského zámku a poté již definitivně zůstala v budově Staré radnice. Knihovna nepřerušila provoz ani za druhé světové války, kdy se musela o prostory dělit s knihovnou německou. Knihovník Josefa Buriana tehdy před zničením zachránil řadu knih a časopisů tím, že je převedl do fondů poděbradského muzea.

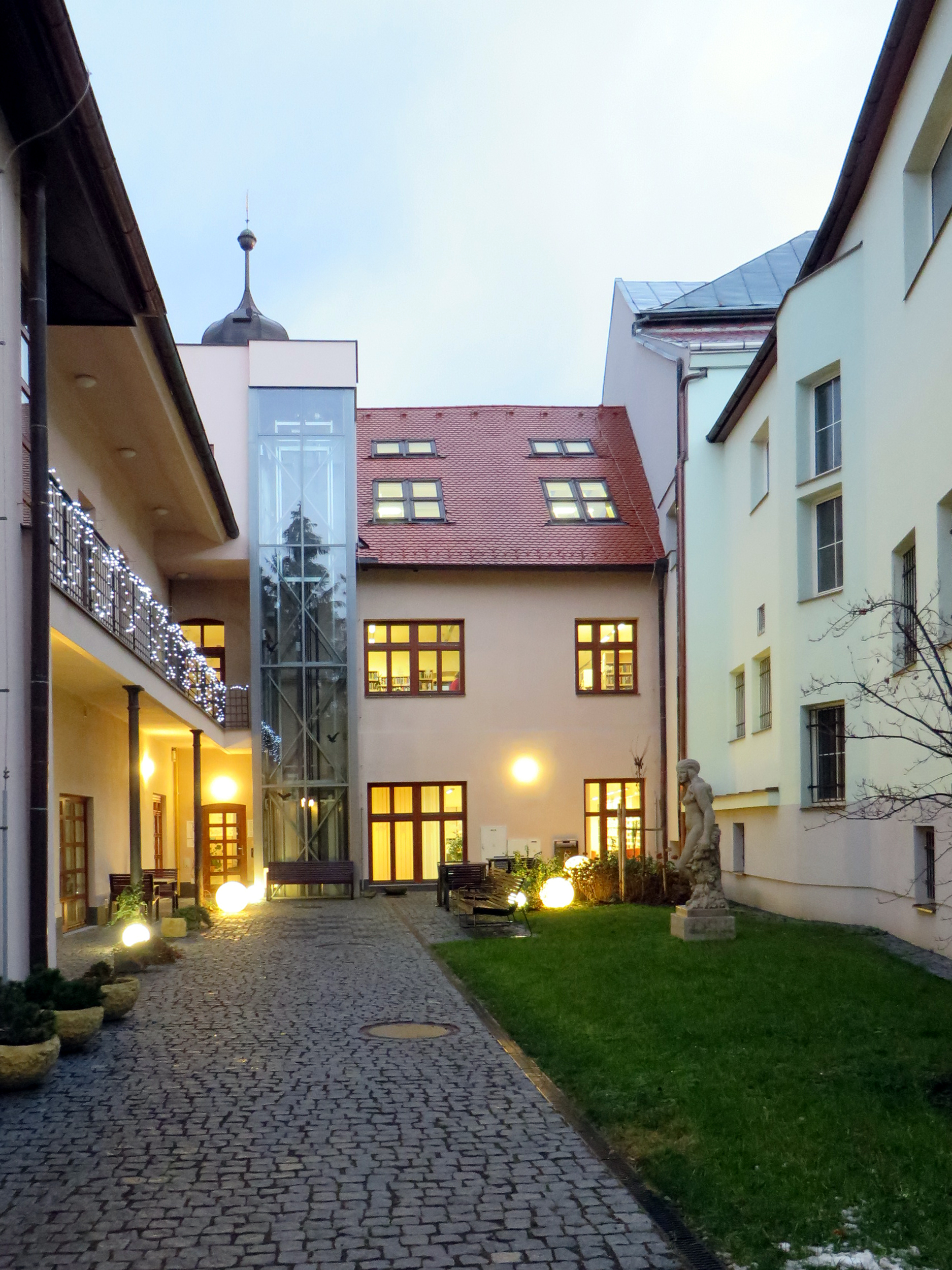
Atrium vytvořené během rekonstrukce poděbradské knihovny

Od roku 1945 knihovna ke svému provozu získala celou budovu Staré radnice. Řada změn nastala za komunistického režimu, neboť knihovna byla vnímána jako „důležitý politický nástroj ku prospěchu rozvoji socialistické společnosti“. V 50. letech byla řada knih z politických důvodů vyřazena z knihovního fondu, doplněna byla naopak další naučná a politická literatura. Roku 1951 se změnila na Okresní lidovou knihovnou a metodické středisko pro místní lidové knihovny v okolních obcích. Roku 1956 byla nově upravena čítárna a přednáškový sál, ve kterém se konaly různé kulturní programy. Roku 1959 byla knihovna novým knihovnickým zákonem zařazena do jednotné soustavy knihoven ČSR. Zároveň bylo zřízeno samostatné oddělení pro mládež. Za normalizace po roce 1969 opět docházelo k vyřazování politicky nepohodlných knih.

## Současnost
V letech 2015–2016 prošla budova knihovny celkovou rekonstrukcí, během které byly zprovozněny nové prostory dětského oddělení a zvelebeno venkovní atrium.⁠⁠⁠⁠⁠ Následně bylo otevřeno oddělení pro teenagery T-club, ve kterém se nachází fond komixů, fantasy literatury, stolní fotbal a herní konzole Xbox.
Před budovou knihovny a před pobočkou v místní části Žižkovo předměstí jsou umístěny návratové boxy pro samoobslužné vracení knih. V roce 2022 byl u zadního vchodu do atria umístěn výdejní box, který slouží registrovaným čtenářům pro vyzvednutí předem objednaných knih a dalších dokumentů.